# Cyzicus (Anatolië)

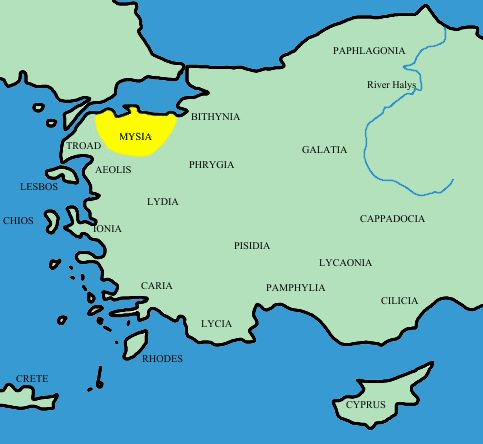
Cyzicus was een stad in Mysië.

Cyzicus (Grieks: Κύζικος) was een stad in Mysië in Anatolië. De stad was gelegen aan de landzijde van het huidige schiereiland van Kapu-Dagh (de Arctonesus), waarvan gezegd wordt dat het oorspronkelijk een eiland in de Zee van Marmara was dat in historische tijden door een kunstmatig opgeworpen dam verbonden werd met het vasteland van Mysië.
Op dit moment wordt Cyzicus beschermd door het Turkse Ministerie van Cultuur. De ruïnes zijn gelegen aan de weg van Erdek naar Bandırma.

## Geschiedenis

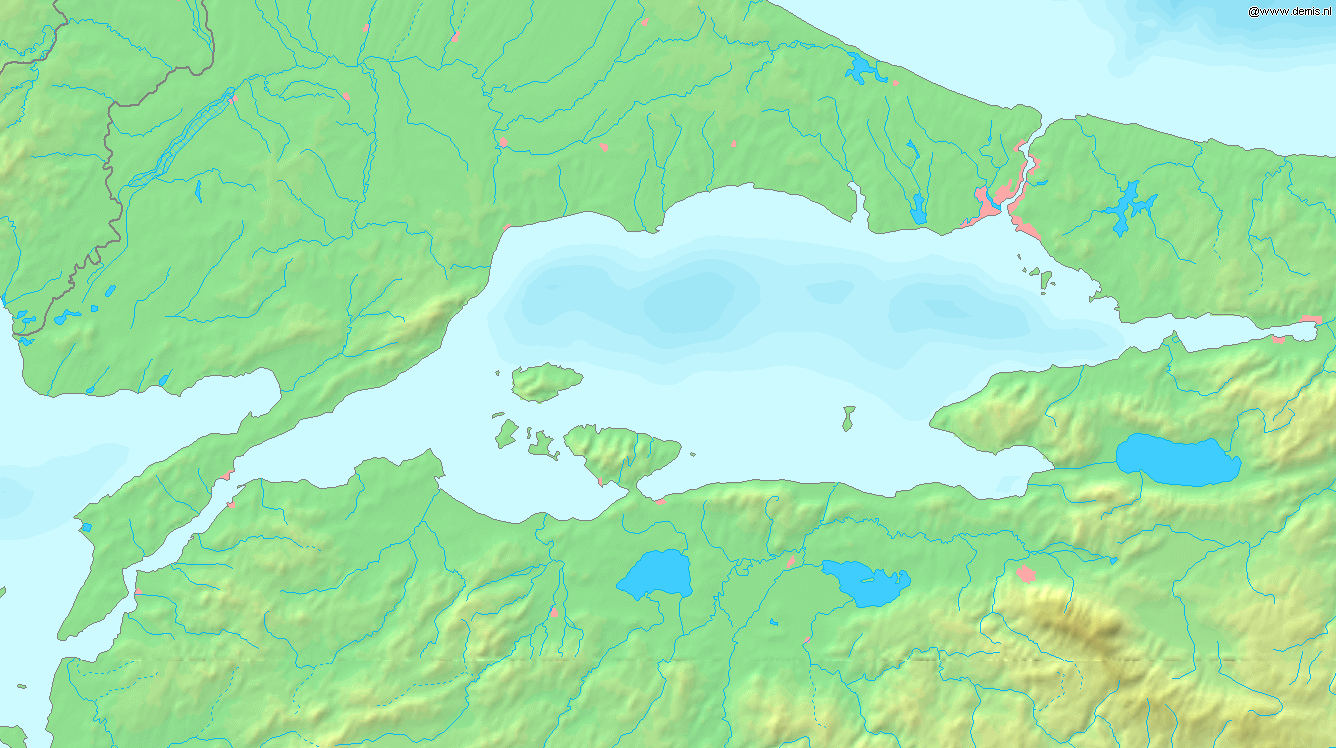
Zee van Marmara, aan de onderkant in het midden het schiereiland Kapu-Dagh

Volgens de traditie werd Cyzicus gesticht als eerste Griekse kolonie in het gebied van de Zee van Marmara (Propontis) door kolonisten uit Milete. Volgens Eusebius (2, 81, 87) werd het twee keer gekoloniseerd in 756 en in 679 v.Chr., maar Milete was in de 8e eeuw v.Chr. nog niet in staat kolonies te stichten, zodat de stichting op z’n vroegst rond 700 v.Chr. gedateerd moet worden.
In de 6e eeuw v.Chr. werd de stad beheerst door Lydiërs en vervolgens door de Perzen, die er lokale tirannen ondersteunden. De stad nam deel aan de Ionische Opstand tegen de Perzen, maar werd weer door de Perzen veroverd. Na de Perzische Oorlogen was het lid van de Delische Bond. In de zeeslag bij Cyzicus versloeg een Atheense vloot onder Alcibiades in 410 op vernietigende wijze een Lacedaemoonse vloot onder Mindaros.
Als gevolg van zijn gunstig gelegen positie kreeg de stad een groot economisch belang en werd de gouden stater van Cyzicus een veelgebruikte munt in de Griekse wereld. Dit duurde tot de opkomst van Macedonië, toen de Cyzicische staters werden vervangen door de munten van Philippus van Macedonië. De unieke en karakteristieke munt, de Cyzicenus, was 28 drachmen waard.
Bij de vrede van Antalcidas (387 v.Chr.), viel Cyzicus net als de andere Griekse steden in Klein-Azië aan het Perzische rijk. Alexander de Grote heroverde de stad in 334 v.Chr. op de Perzen.
De geschiedenis van de stad is in de hellenistische periode nauw verbonden met de geschiedenis van de Attalidische dynastie van Pergamon. Nadat deze dynastie was uitgestorven kwam de stad in een directe relatie tot Rome te staan. Cyzicus bleef voor de Romeinen behouden tegen koning Mithridates VI van Pontus, die de stad in 74 v.Chr met naar men zegt 300.000 man belegerde. Cyzicus hield echter stand, totdat de stad door Lucullus werd ontzet. De trouw van de stad werd door de Romeinen beloond met een uitbreiding van haar territorium en andere privileges. De Romeinen erkenden de stad als een municipium. Cyzicus werd de belangrijkste stad in het noorden van Mysië tot aan Troas.

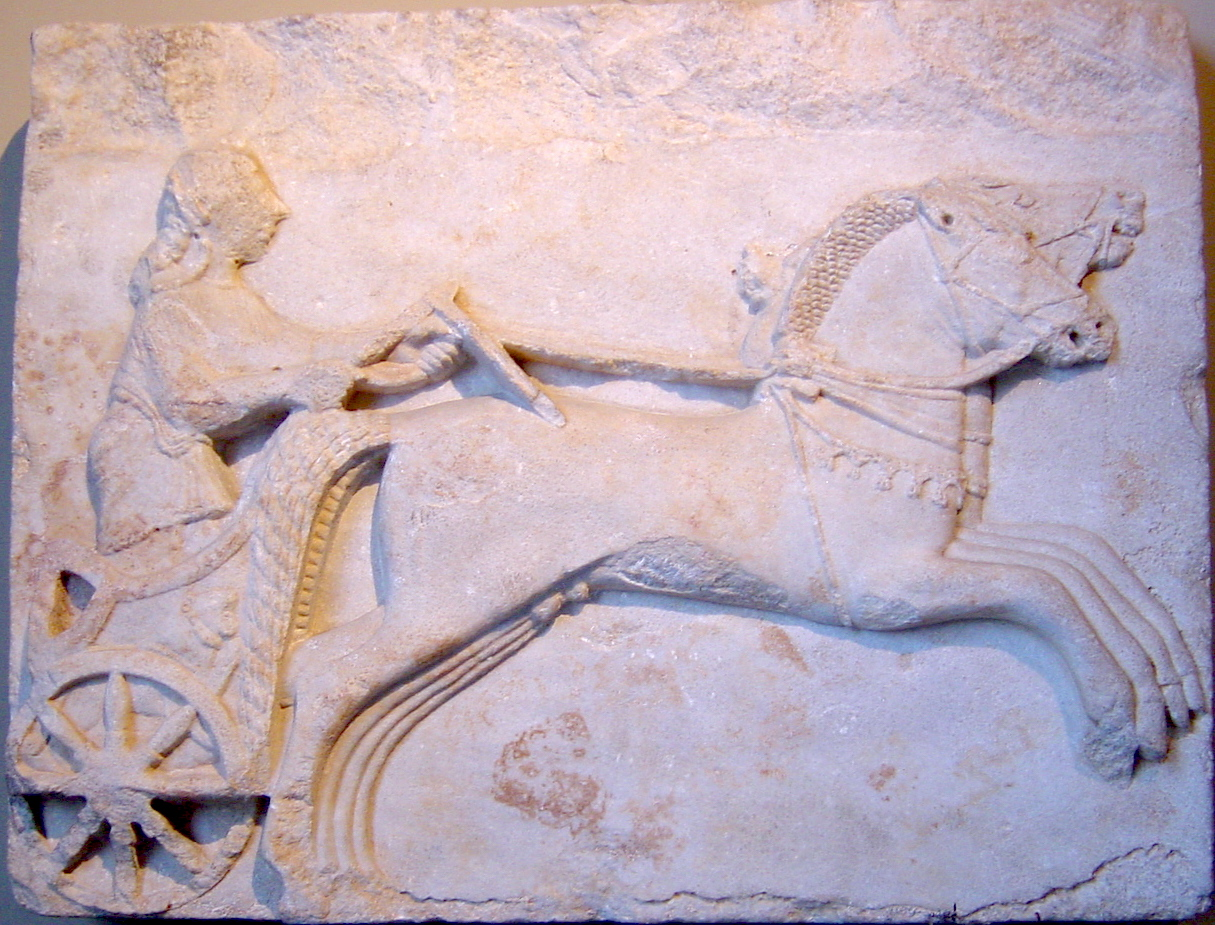
Bas-reliëf van een wagenmenner, late 6de eeuw v.Chr., laat de Hittitische invloed op Cyzicus zien

Onder de Romeinse keizer Tiberius werd de stad opgenomen in het rijk. Cyzicus bleef de hoofdstad van Mysië, en daarna van Hellespontus, en werd een van de grootste steden van de Romeinse wereld.
In 193 vond dicht bij de stad de eerste van drie slagen plaats tussen de Romeinse keizer Septimius Severus en zijn rivaal, de tegenkeizer Pescennius Niger.
Het lijkt erop dat de stad vanaf de vijfde eeuw geleidelijk aan in verval raakte. Dit proces werd versneld door een serie van aardbevingen. Na de grote aardbeving van 543, verloor de stad zijn leidende regionale rol aan de stad Nicea, de hoofdstad van Opsikion.
In 673 werd Cyzicus door de Arabieren bezet en geplunderd. In de volgende jaren gebruikten zij de stad als een marinebasis voor hun vloot. Gedurende vier jaar probeerden de Arabieren Constantinopel in te nemen. In 677 zouden de Byzantijnen tijdens een zeeslag tegen de Arabieren in de buurt van Cyzicus voor het eerst Grieks vuur hebben ingezet. Zij wonnen deze zeeslag. Mede daardoor werden de Arabieren gedwongen het beleg van Constantinopel af te breken. In 678 en de jaren daarna was de stad weer Byzantijns. Justinianus II installeert er in 690-691 Cypriotische vluchtelingen. In 743 was de stad kort in bezit van de usurpator Artabasdos. Een correspondentie tussen Photius en Amphlilochios, de metropoliet van de stad, in de jaren 873-875 laat zien dat de kerk in deze periode in armoedige omstandigheden verkeert.
Nieuwe aardbevingen in 943 en 1063 veroorzaakten zware schade. Vanaf de 11e eeuw raakte de stad verder ontvolkt en in de 13e eeuw werd de resterende bevolking overgebracht naar Artake (het latere Erdek), toen het schiereiland door kruisvaarders werd bezet.
In 1305 is nog sprake van een slag van Cyzicus tussen Ottomanen en huurlingen van het Byzantijnse keizerrijk.

## Kerkelijke geschiedenis
Als metropool van de kerkprovincie Hellespontus heeft Cyzicus een lijst van bisschoppen die begint in de 1e eeuw n.Chr.; Michel Le Quien (I, 747) noemt er negenenvijftig. Een completere lijst wordt gevonden bij Nicodemos in de Griekse "Officie van St. Emilianus" (Constantinopel, 1876), 34-36, die vijfentachtig namen telt. Bijzondere vermelding verdienen de beroemde Ariaan Eunomius van Cyzicus, Sint Dalmatius, Proclus van Constantinopel en Germanus van Auxerre, die Patriarchen van Constantinopel werden, en Sint Emilianus, een martelaar uit de achtste eeuw. Een andere heilige die uit Cyzicus kwam is Sint Tryphaena van Cyzicus. Tryphaena is de patroonheilige van de stad. Gelasius, een geschiedkundige van het Arianisme, die rond 475 actief was, werd geboren in Cyzicus. Le Quien (III, 941) noemt verder nog een Latijnse bisschop in 1477.
Cyzicus is nog steeds een metropool in de Grieks-orthodoxe Kerk. De metropoliet (bisschop) resideert in Erdek, een kleine havenstad aan de westkant van het schiereiland.

## Monumenten
De plaats, waar Cyzicus nu is gelegen, tussen de moerassen van Balkiz Serai staat bekend als Bal-Kiz en is onbewoond, hoewel er wel cultivatie plaatsvindt. De belangrijkste bestaande ruïnes zijn de muren, die uit de vierde eeuw v.Chr. stammen. Deze kunnen vrijwel over hun hele lengte worden gevolgd. De kolossale funderingen van de Tempel van Zeus zijn nog steeds zichtbaar. Keizer Hadrianus liet deze tempel in 134 na een zware aardbeving herbouwen. Hij werd ingewijd in 139. Deze tempel die soms tot de zeven wereldwonderen werd gerekend, had pilaren van 21.35 meter hoog, terwijl de hoogste pilaren die elders bekend zijn, die in Baalbek in Syrië, slechts tot een hoogte van 19.35 reikten. In 1444 stonden nog 31 van de immense pilaren overeind. Deze zijn in de loop van de laatste zes eeuwen echter een voor een weggevoerd voor bouwdoeleinden. Andere goed zichtbare ruïnes zijn die van Romeinse aquaducten en een Romeins theater. Het amfitheater, dat nu wordt doorsneden door een beekje, was een van de grootste van de wereld (155 × 180 meter).
De monumenten van Cyzicus werden door de Byzantijnse keizer Justinianus gebruikt als groeve voor zijn grote bouwprojecten, waaronder de Hagia Sophia kathedraal. Ook de Ottomanen maakten gebruik van de monumenten van Cyzicus.

## Voetnoten
1. ↑  (en)  William Stevens, History of Sea Power, d=bN11UKPTew0C&pg=PA55&dq=Cyzicus+arabic&hl=nl&ei=wKI0Ts_RNobo-ga51ZmQDQ&sa=X&oi=book_result&ct=result&resnum=5&ved=0CDwQ6AEwBA#v=onepage&q&f=false Cyzicus in de jaren 670/8